# Mágue (distrito)
Mágue (alternativamente Magoé e  oficialmente em  Moçambique Mágoè)  é um distrito da província de Tete, em Moçambique, com sede na povoação de Mpheende. Tem limite a norte com os distritos de Marávia e Zumbo, a oeste e sul com o Zimbabwe e a leste com o distrito de Cahora-Bassa.
De acordo com o Censo de 1997, o distrito tem 39 304 habitantes e uma área de 8697 km², daqui resultando uma densidade populacional de 4,5 habitantes por km².

## Divisão administrativa
O distrito está dividido em três postos administrativos (Chinthopo, Mpheende e Mukumbura), compostos pelas seguintes localidades:
- Posto Administrativo de Chinthopo:
  - Chinthopo
  - Chitete
  - Mussenguezi
- Posto Administrativo de Mphende:
  - Daque
  - Mphende
  - Cazindira
- Posto Administrativo de Mukumbura:
  - Mukumbura
  - Dewetewe